# Chiesa di San Pier Gattolino
La chiesa di San Pier Gattolino è un luogo di culto cattolico che si trova a Firenze in via Romana.

## Storia
È documentata dal 1050 come San Pietro Gattuario dal quale derivò per storpiatura popolare il nome odierno, o chiesa di Serumido, dal nome di ser Umido Grazzini. L'appellativo "Gattolino" potrebbe derivare o dal nome del fondatore, un ipotetico Pietro Gattuario che faceva il traghettatore sull'Arno, o dal "gattice", un tipo di pioppo bianco che doveva essere frequente nella zona. Alla chiesa era annesso un piccolo ospedale per l'accoglienza dei pellegrini che numerosi transitavano lungo questa direttrice. 
Da essa prendevano nome anche la porta sud della città, che fu poi chiamata Porta Romana, e la strada, oggi via Romana. Durante l'assedio di Firenze ospitò i chierici di San Salvatore, detti gli "Scopetini", il cui convento fuori porta era stato distrutto, e che edificarono intorno alla chiesa un nuovo monastero. Il 15 maggio 1461 vi viene sepolto il pittore quattrocentesco Domenico Veneziano, maestro di Piero della Francesca.
Per questa chiesa la famiglia Bucetti fece eseguire a Piero di Cosimo, nel 1510 - 1515 circa, una pala con lo Sposalizio mistico di Santa Caterina e Santi, poi trasferita, con la distruzione della chiesa nel 1545, in San Frediano ed in seguito smembrata.
Tra il 1545 e il 1547, sia la chiesa che il monastero vennero demoliti per far posto ai bastioni interni alle mura, fatti costruire da Cosimo I in previsione della guerra contro Siena.
Passata la minaccia, vennero abbattute le ultime fortificazioni e, tra la fine del XVI e l'inizio del XVII secolo, la chiesa di San Pier Gattolino fu ricostruita. Per affrontarne le spese venne indetta una colletta tra gli ex-parrocchiani, tra i quali contribuì molto il rigattiere "ser" Umido di Domenico Grazzini, tanto che in seguito la chiesa venne chiamata anche col suo nome storpiato, cioè di "Serumido".
San Pier Gattolino fu la parrocchia natale di Filippo Neri, poi santo, che qui venne battezzato. Al suo interno è stato anche sepolto il pittore Giovanni da San Giovanni, che viveva poco lontano in via Romana e che poi fu traslato in San Felice in Piazza.
Ulteriori interventi si ebbero nel Settecento e ancora all'inizio dell'Ottocento, poi restauri nel 1908, 1926 e 1952.

## Descrizione

### Architettura

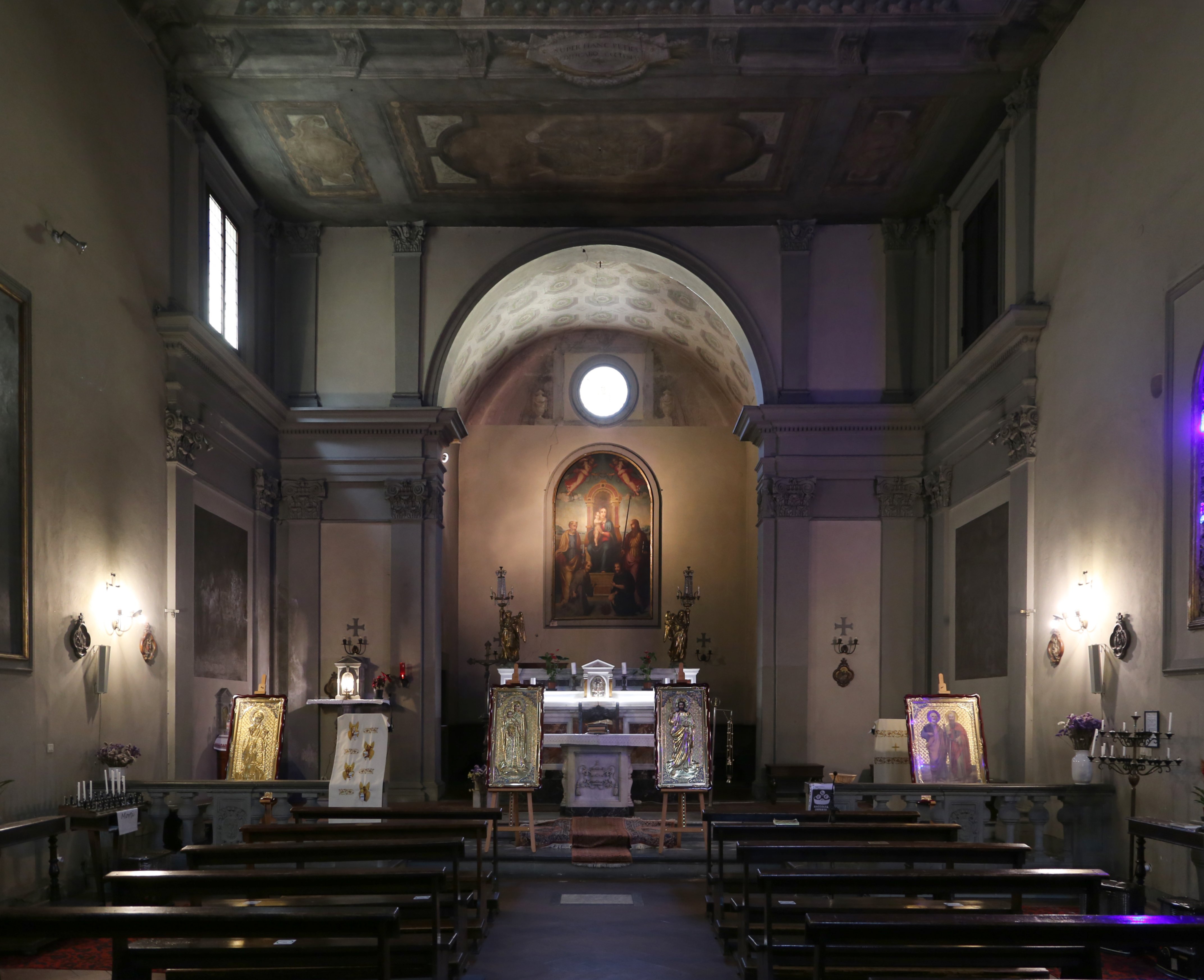
L'interno

La chiesa è semplicissima sia all'interno che nella sua struttura esterna. La facciata è a capanna con un unico ingresso e tre finestre nella parte superiore. Il portale presenta un timpano spezzato entro il quale si trova collocato un busto di San Pietro.
L'interno ha una navata unica, a pianta rettangolare, con un coro coperto da volta a botte, con cornici in pietra, lesene e capitelli corinzi risalenti al XVIII secolo. La pavimentazione è in cotto tranne il coro, che è a mattonelle in marmo bianco e grigio.

### Opere d'arte
Nel controsoffitto è affrescata la Gloria di san Pietro di Domenico del Podestà (1809), con quadrature di Domenico Castagnoli. In prossimità dell'ingresso e ai lati del coro si trovano i resti di decorazioni pittoriche preesistenti.
All'altare maggiore è la tavola con la Madonna in trono col Bambino e santi, capolavoro del cosiddetto Maestro di Serumido, un autore ignoto del XVI secolo che ha dipinto altre tavole religiose per alcune chiese minori del quartiere Oltrarno.
Alla destra un'Annunciazione di Giovanni Bilivert e l'ingresso dell'oratorio del Sacramento.
Sulla parete sinistra si trovano alcuni altari con il Transito di san Giuseppe di Antonio Soderini (1722), un Crocifisso ligneo del XV secolo e un olio su tela del XX secolo con il Sacro Cuore.
Vasari ci parla della pala d'altare di Piero di Cosimo raffigurante il Matrimonio mistico di santa Caterina e santi, ora in collezione privata fiorentina.
Nell'adiacente oratorio del Santissimo Sacramento (con una facciata propria accanto a quella della chiesa) si trova un ciclo di affreschi eseguiti a cavallo tra la fine del Settecento e l'inizio dell'Ottocento. Sull'altare è presente una pregevole Madonna ed il Bambino di Alessandro Fei detto il Barbiere (1568). Qui ebbe sede anche una delle Compagnie dedicate all'Assunta.

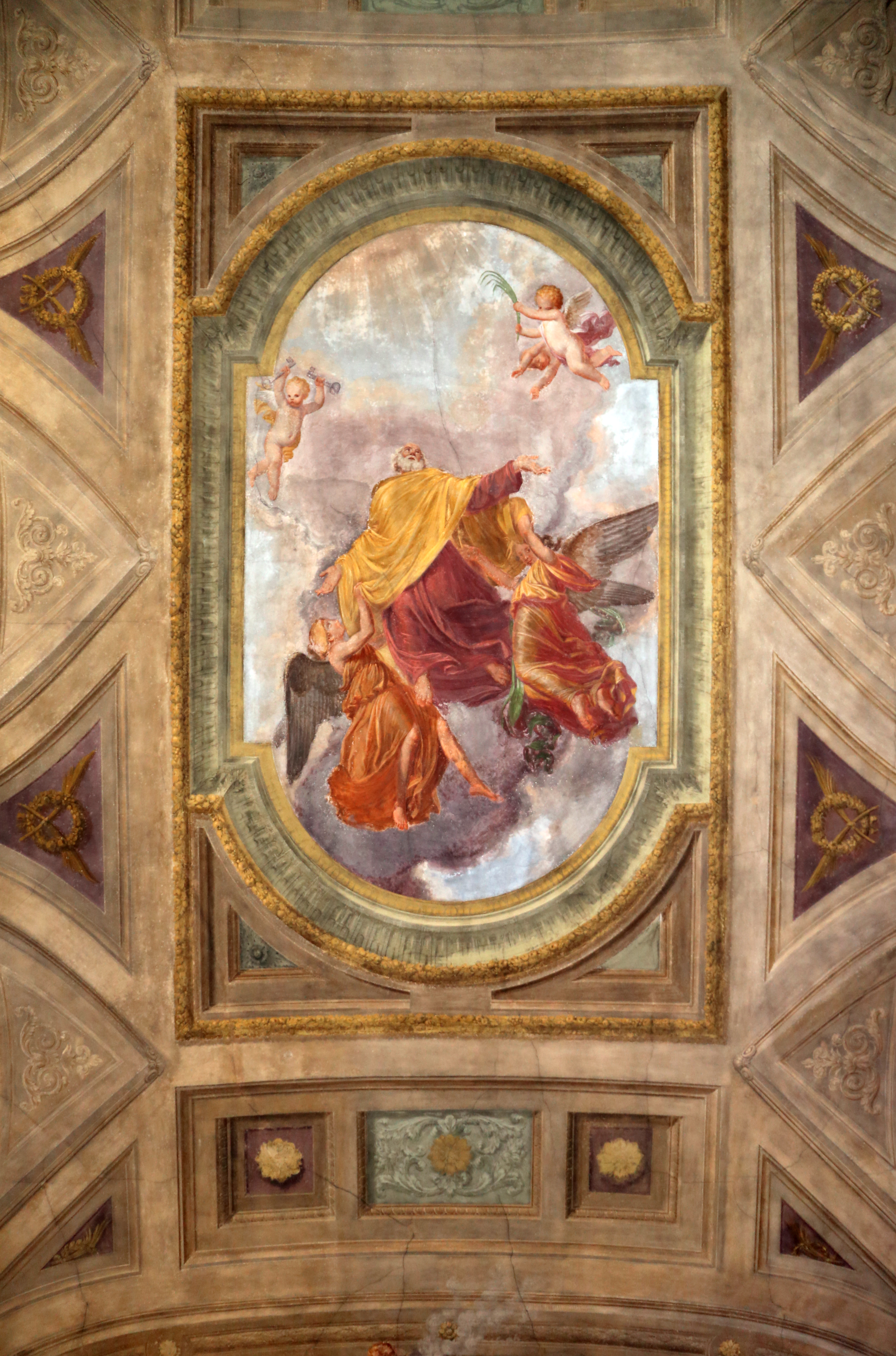
La volta dipinta
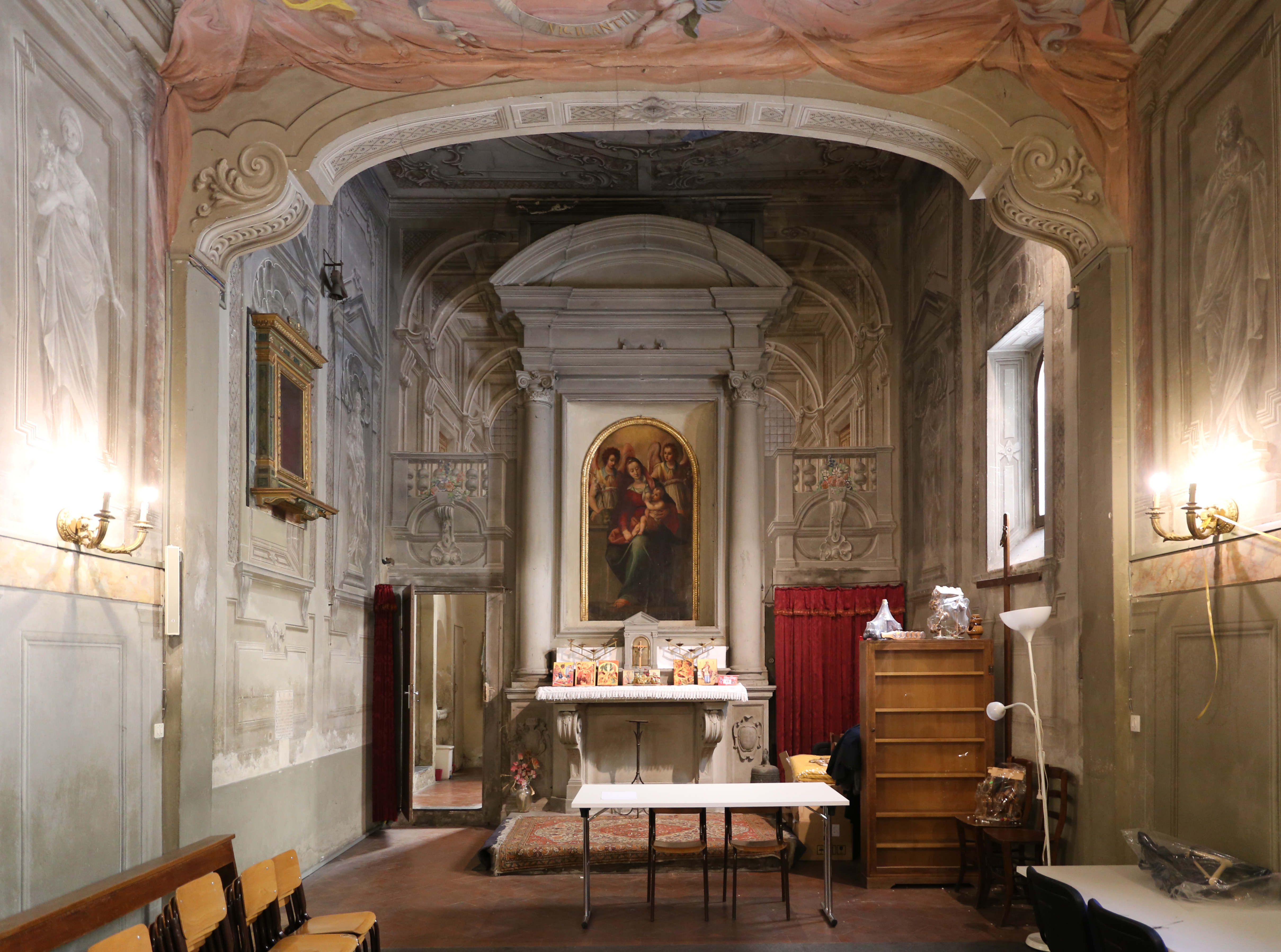
L'oratorio del Santissimo Sacramento
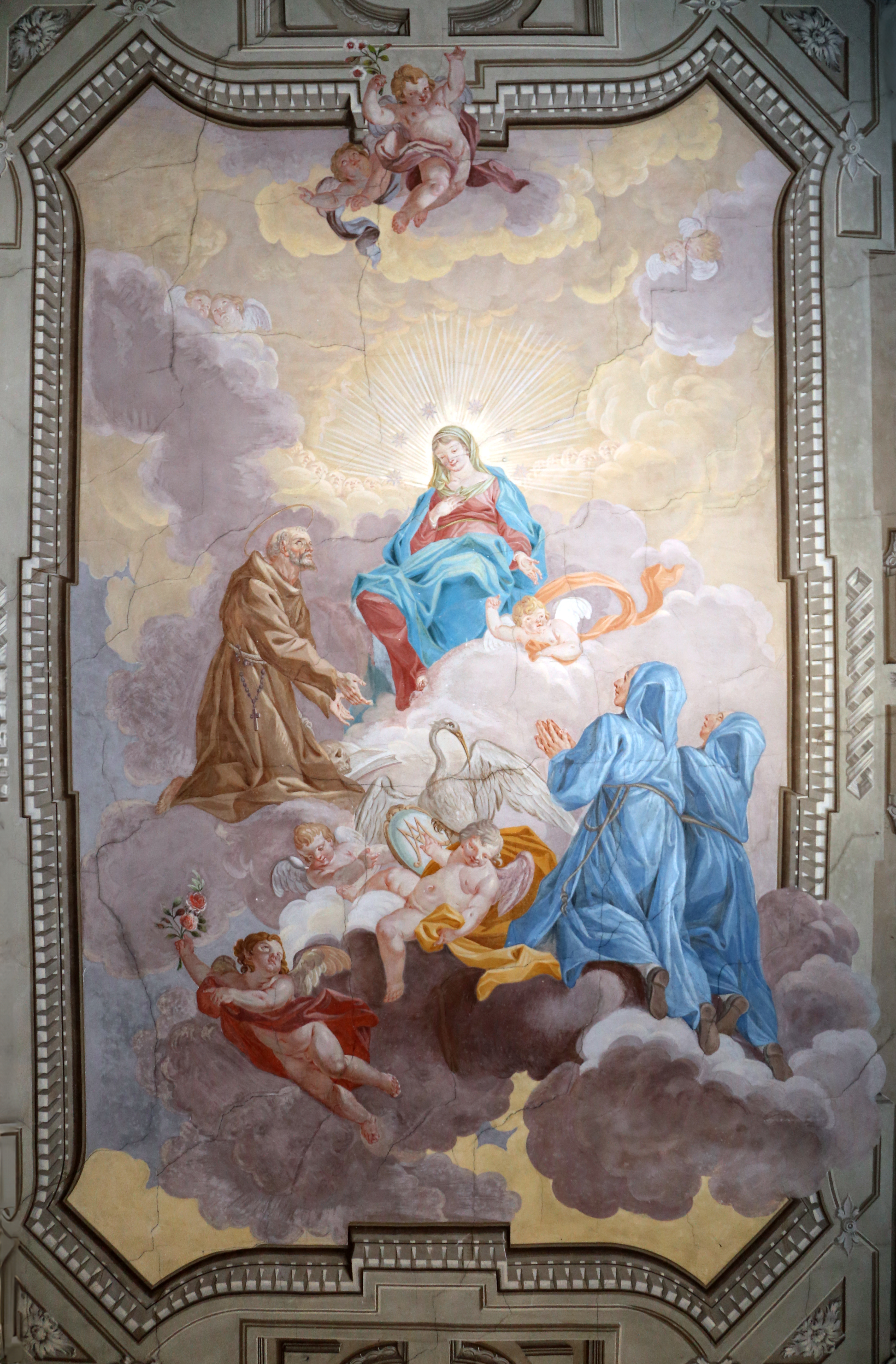
Volta dell'oratorio
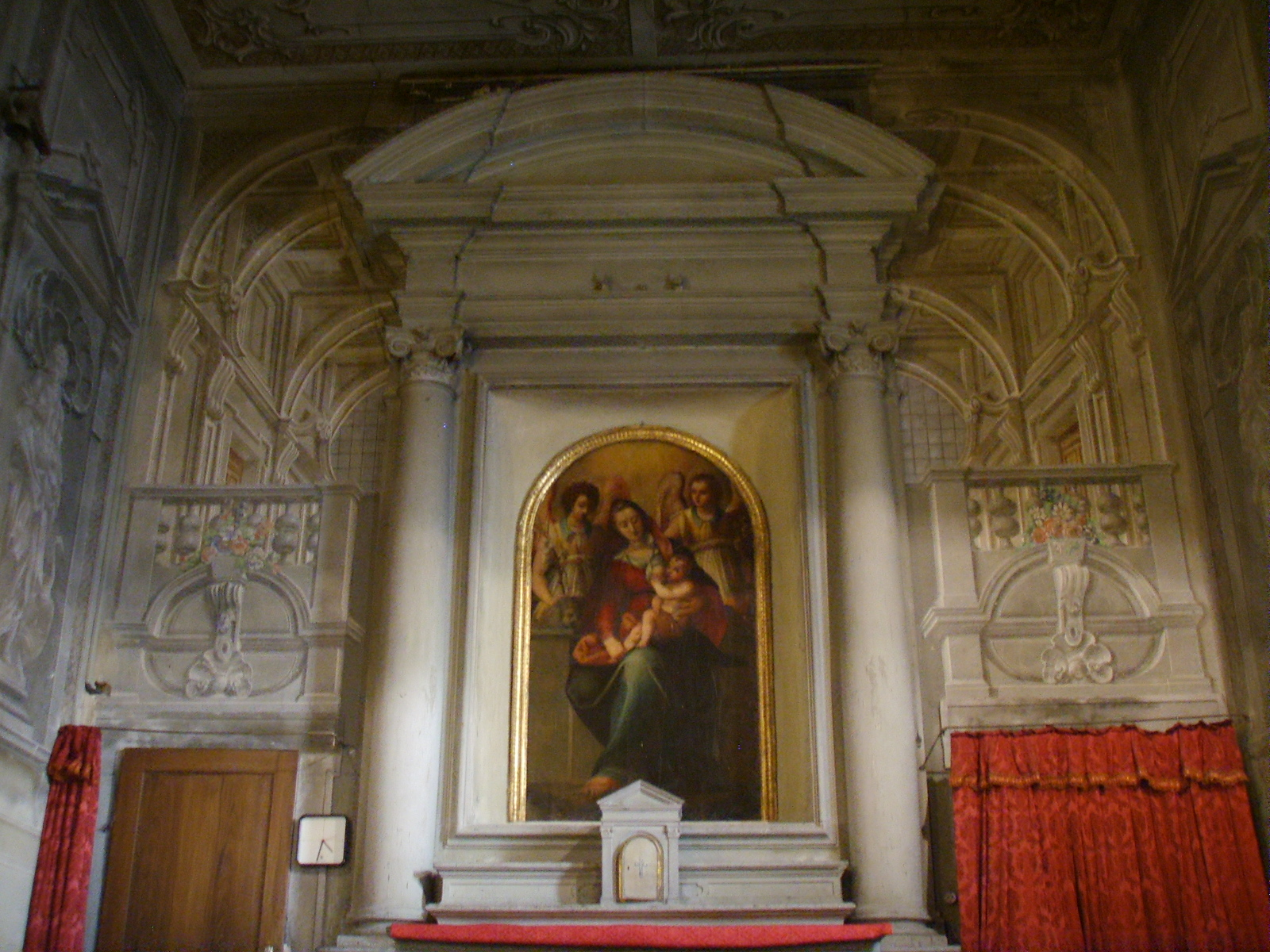
Madonna col Bambino e angeli di Alessandro Fei